# Arthur Nordenswan
Arthur Georg Nordenswan (* 27. Januar 1883 in Stockholm; † 29. Dezember 1970 ebenda) war ein schwedischer Sportschütze und Oberst der schwedischen Armee.

## Erfolge
Arthur Nordenswan nahm an den Olympischen Spielen 1912 in Stockholm in drei Disziplinen teil. Mit dem Kleinkalibergewehr kam er im Wettkampf in beliebiger Position nicht über den 16. Platz hinaus, auf das verschwindende Ziel erreichte er den 28. Platz. Im liegenden Anschlag über 50 m schloss er die Mannschaftskonkurrenz mit Ruben Örtegren, Vilhelm Carlberg und Eric Carlberg hinter Großbritannien und vor den Vereinigten Staaten auf dem zweiten Platz ab. Dabei war Nordenswan mit 190 Punkten der beste Schütze der Mannschaft.
Nordenswan war Oberst der schwedischen Armee. Bei der Schlacht von Salla war er während des Winterkrieges einer der kommandierenden Offiziere des schwedischen Freiwilligenkorps. Sein Vater Carl Otto Nordensvan war Generalmajor in der Armee.